# Час умирати
«Час умирати» (пол. Pora umierać) — польський чорно-білий драматичний фільм 2007 року, режисерка і сценаристка Дорота Кендзєжавська. Головна героїня фільму — літня Анеля (Данута Шафлярська), яка живе зі своїм собакою в покинутій дерев'яній віллі у Варшаві. Фільм «Час помирати» було створено за підтримки Польського інституту кіномистецтва, операторська робота виконана Артуром Райнгартом у цифровому форматі. Фільм мав значний фестивальний успіх, отримавши нагороди за звук і за роль Сафлярської на Польському кінофестивалі, «Орла» за роль Сафлярської на Польській кінопремії, а також низку відзнак на міжнародних кінофестивалях.

## Акторський склад
- Данута Шафлярська — Анеля Вальтер
- Кшиштоф Ґлобіш — Вітек Вальтер
- Патриція Шевчик — онучка Анелі
- Каміль Бітау — Ромек Фьодор «Достоєвський»
- Аґнєшка Подсядлік — Аґнєшка Козловська
- Пйотр Зяркевич — директор центру
- Малгожата Рожнятовська — лікарка
- Марта Вальдера — невістка Анелі
- Йоанна Шарковська — Анеля в молодості
- Вітольд Качановський — нотаріус Адам Конєцпольський
- Віт Качановський-молодший — син Анелі в молодості
- Вероніка Карвовська — сусідка Анелі
- Кай Шенгальс — сусід Анелі
- Сильвія Боченська — продавчиня чаю
- Ружа Саламонович — донька орендаря
- Реміґіуш Пшеложний — наречений Анелі
- Лєшек Мусій — пан з муніципалітету
- Адам Карчевський — пан з ґміни